# 雷达告警接收器

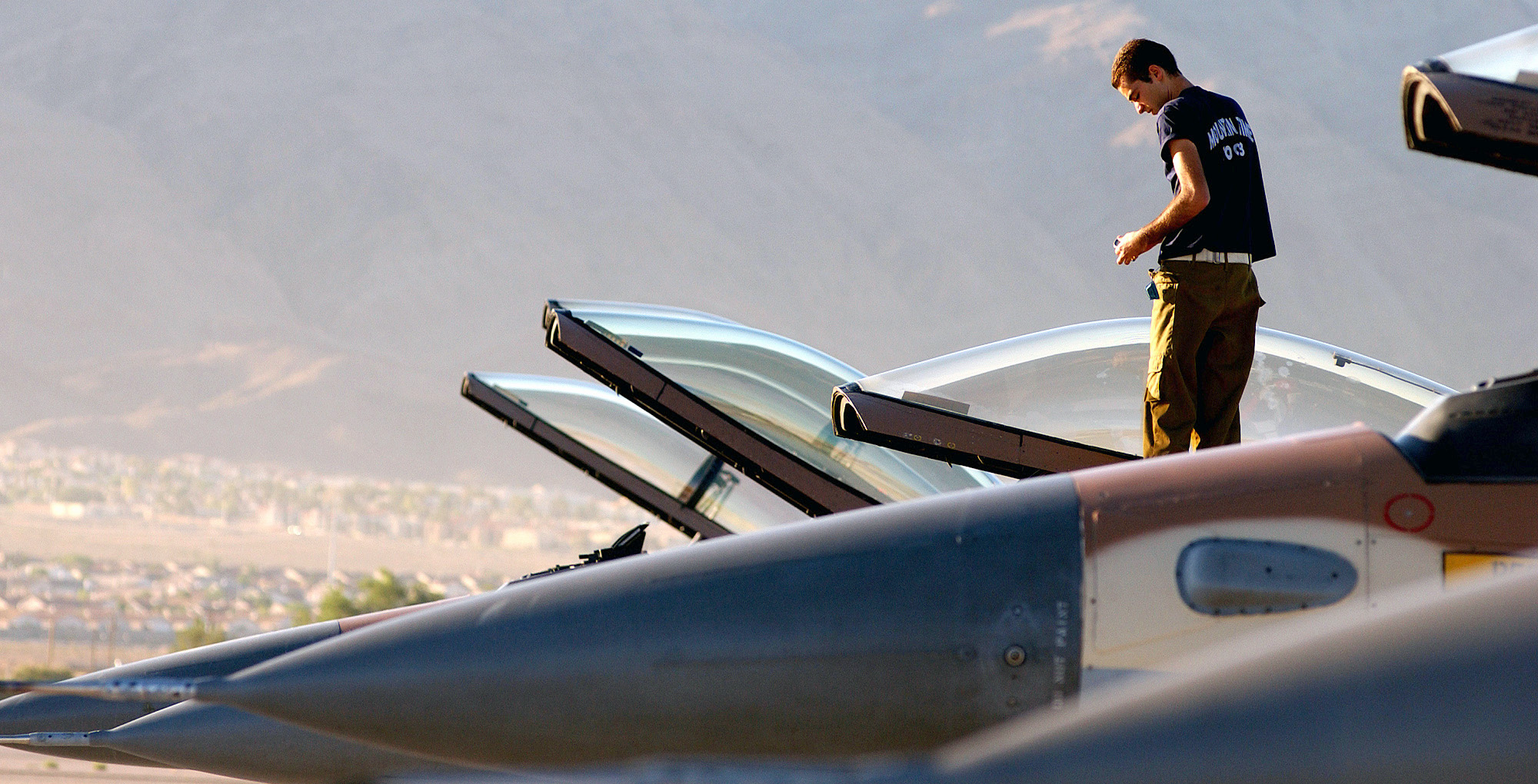
靠近機頭的突起物是F-16的雷達告警接收器天線

雷達告警接收器（Radar Warning Receiver, RWR）是現代軍機上不可或缺的軍用電子系統，也是現代軍機上面最基本的電子作戰裝備。雷達告警接收器對特定的無線電訊號持續監聽，當具有威脅的訊號出現時，雷達告警接收器會告警使用者並且顯示相關的資料。雷達告警接收器是協助飛行員在現代精密防空系統威脅下生存不可缺少的幫手。
軍機上安裝的雷達告警接收器是電子支援/偵測裝備（Electronic Support/Surveillance Measures，ESM）系統下的一個分支，在操作原理上與安裝在軍艦或者是大型飛機上的系統類似，但是這些安裝在軍艦或者是大型飛機上的系統具備更多和更強的處理、分析、記錄與顯示功能，他們被歸類在專門的電子支援裝備下，而非雷達告警接收器。

## 基本原理
雷達告警接收器就像是收音機一般，接收一個或是多個特定頻率的訊號。在特定訊號出現之後，就如同收音機接收到選定的電台頻率下會有聲音出現一樣，雷達告警接收器會根據事先設定好的方式對使用者提供告警。
現代的系統可以同時監視較大的頻率範圍，同時會對接收到的訊號加以分析，只有當威脅性較大的訊號出現時才會加以告警，同時還會告訴飛行員訊號的特性，威脅性高低以及大致的方向。

## 發展歷史
雷達告警接收器從二次世界大戰時期就開始使用。大多數是使用在夜間戰鬥機與轟炸機的對抗上面。譬如英國在他們的轟炸機上面安裝針對德國空軍夜間戰鬥機使用Lichtenstein BC與在地面擔任目標追蹤與導引夜間戰鬥機的伍茲伯格（Wurzburg）雷達操作頻率的接收裝置，如果有訊號出現的時候就代表附近可能有德國的夜間戰鬥機在活動，轟炸機就需要提高警覺。

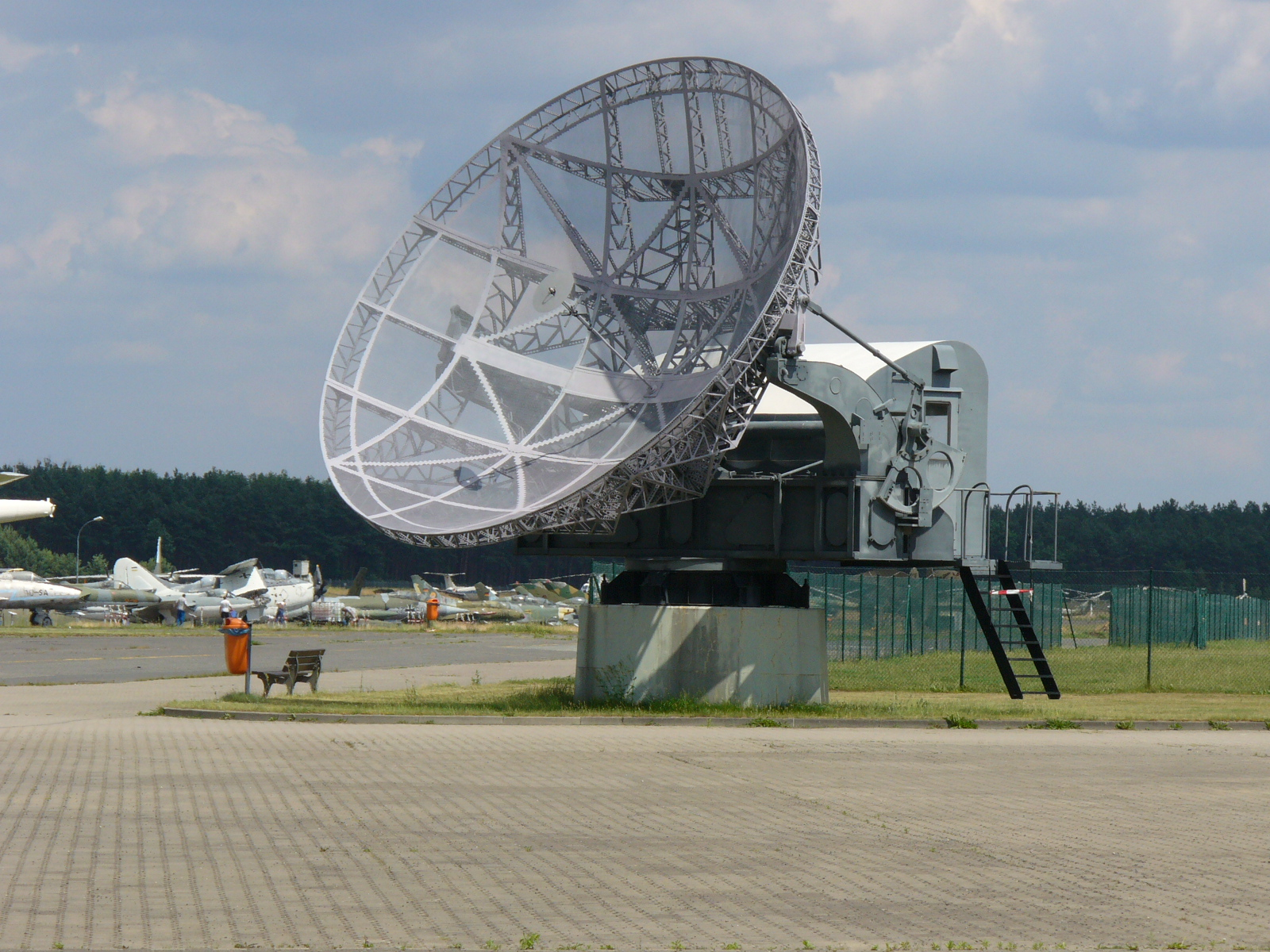
德國在二次世界大戰期間使用的伍茲伯格雷達

德國在他們的夜間戰鬥機上加裝接收英國轟炸機尾的莫尼卡（Monica）後視雷達的福來森堡（Flensburg）定位接收器。這個後視雷達會朝轟炸機的後方發射訊號，偵測是否有目標接近。夜間戰鬥機利用這個訊號就可以很方便的找出轟炸機的位置加以攻擊。許多轟炸機稍後乾脆把這一具雷達關掉，以免暴露自己的行跡。
此外德國使用安裝在地面的闊福（Korfu）定位接收器，這個裝置可以顯示使用英國轟炸機上的H2S地型掃描雷達的飛行航向，這可以算是比較早期使用的特殊裝置。這種裝置後來延伸成大型的電子支援裝置。
雷達告警接收器在二次大戰結束之後使用並未普遍化。真正開始大量的使用要到越戰時期。面對北越大量以雷達指揮的防空火炮以及SA-2防空飛彈的威脅，除了攜帶電子干擾莢艙以外，許多戰鬥機、攻擊機與轟炸機逐步加裝各類的雷達預警接受器。在數家廠商參加競標下，美國空軍在1965年選定APR-25進入量產，APR-25與稍後的APR-26在出廠之後，直接運交前線，優先安裝在執行防空系統壓制任務的F-105野鼬機上面。
初期這些雷達告警接收器針對的是北越使用的特定系統，隨著美國使用經驗的累積以及可能與蘇聯在中歐地區爆發的軍事衝突，這一類電子裝備漸漸成為必要的配備，涵蓋的頻寬和監聽對象更廣。無論是事後加裝或者是在生產線上直接整合，這個風潮影響到其他國家。尤其是贖罪日戰爭時期以色列在這方面吃了不少的虧，寶貴的經驗和飛行員的生存遠比額外的成本還受到重視，發展到現在，雷達告警接收器不僅和軍用機上的其他設備整合在一起，在分析訊號能力上更加複雜，顯示更精確。執行防空系統壓制的電子作戰飛機更是不能缺少這項系統，有些新設計能夠直接提供反輻射飛彈攻擊突然出現的高威脅性雷達的目標資料。同時安裝的飛機也擴展到軍用運輸機於其他相關的軍用飛機上面，有些商用或者是私人用飛機也會考慮安裝。

## 使用現況
由於現在各種無線電訊號充斥在週遭，雷達告警接收器首要的工作是剔除不確實或者可能被折射或是反射的訊號。其次要過濾接收到的訊號，如果是威脅性不高的訊號源，那就會根據系統的設定來判斷是否要顯示。所謂威脅性高低的判斷是根據這個訊號是處於搜索、追蹤、標定或是武器射控的狀態，其中又以武器射控型態的威脅性最高，因為這時候多半表示已經有飛彈或者是火炮盯上自己了。
精密一點的系統還能夠計算與判斷目標的方位與距離，這些資訊會出現在專門的顯示幕上，配合聲音告警，提供飛行員立即的威脅評估。
雷達告警接收器需要接收來自各個方向的訊號，因此很難以小型單一天線達到全空域的涵蓋目的。最常見的安裝位置包括機頭附近，機翼翼端或者是翼根兩側，機尾附近以及垂直安定面的上方。許多飛機在機身兩側有深色鼓起的流線形狀的突起物，或者是在機翼翼端的莢艙等等，都可能包含雷達告警接收器的天線。
在飛機座艙內部，飛行員的前方會有小型的圓形專用顯示幕，這個顯示幕與雷達顯示幕式分開設置的，當具有威脅性的訊號出現時，顯示幕上會根據訊號的特性和方位，以不同的數字與符號加以標示，提醒飛行員注意。
現役的雷達告警接收器多半有一個中央控制電腦，電腦除了處理接收到的訊號之外，還會根據訊號使用頻率和特性，與電腦內部的資料庫相比較，如果有找到符合的系統資料，顯示幕上就能夠更精確的提供威脅的資訊，同時控制電腦能夠更精確的判斷訊號的位置與距離。然而，電腦的記憶容量有限，當新系統不斷出現的時候，在更換硬體前，只好先將比較舊或者是被判定在任務執行地區不會出現的雷達系統資料刪除。這種做法曾經發生過問題，導致一架美國空軍的F-16上的接受器無法判斷訊號而被擊落。
新發展的趨勢包括與低可偵測性飛機外型上的配合，與雷達和其他顯示器整合資訊與顯示。具有更高的偵測以及方位標示能力。根據目前公開的資料顯示，F-22上的雷達告警接收器在某些場合下，能夠提供敵機的資料以供直接發射AIM-120空對空飛彈，而無需使用機上的雷達。